# کانگ نام گیل
کانگ نام گیل (انگلیسی: Kang Nam-gil؛ زادهٔ ۲۷ اوت ۱۹۵۸) بازیگر اهل کره جنوبی است. وی از سال ۱۹۶۶ میلادی تاکنون مشغول فعالیت بوده‌است.
از فیلم‌ها یا برنامه‌های تلویزیونی که وی در آن نقش داشته‌است می‌توان به بوسه شیطنت‌آمیز اشاره کرد.